# Carl August Meyer
Carl August Meyer (* 2. Dezember 1796 in Frankfurt am Main; † 22. April 1872 ebenda) war ein deutscher Kaufmann, Bankier und Abgeordneter.

## Leben
Meyer lebte als Kaufmann und Bankier in der Freien Stadt Frankfurt. Er war Miteigentümer von Anton Meyer & Co., einem Spezerei- und Farbwarengeschäft in der Biebergasse. Von 1833 bis 1878 war er Mitglied der Handelskammer Frankfurt und dort 1853 Subsenior und von 1854 bis 1858 Senior, also Kammerpräsident.
1847 und von 1850 bis 1854 war er Mitglied des Gesetzgebenden Körpers der Freien Stadt Frankfurt. Von 1830 bis zum Ende der Freien Stadt 1866 war er Mitglied und von 1858 bis 1866 Senior (Vorsitzender) der Ständigen Bürgerrepräsentation der Freien Stadt Frankfurt.